# Anika Apostalon
Anika Apostalon, född 9 februari 1995 i Albuquerque, är en tjeckisk-amerikansk simmare.

## Karriär
Vid olympiska sommarspelen 2020 i Tokyo var Apostalon en del av Tjeckiens lag tillsammans med Barbora Seemanová, Kristýna Horská och Barbora Janíčková som slutade på 14:e plats i försöksheatet på 4×100 meter frisim och som inte kvalificerade sig för finalen.